# Konjeništvo na poletnih olimpijskih igrah
Prve olimpijske igre moderne dobe, so odprle svoja vrata konjeništvu leta 1900 v Parizu, kjer so potekala tekmovanja v polu, vpregah, voltažiranju, lovu na lisice in v treh vrstah preskakovanja ovir ( najvišjemu skoku, najdaljšemu skoku in v klasičnemu preskakovanju ovir ).